# Microrregión de Santiago
La microrregión de Santiago es una de las microrregiones del estado brasileño del Rio Grande do Sul perteneciente a la mesorregión Centro Occidental Rio-Grandense. Su población fue estimada en 2005 por el IBGE en 114.839 habitantes y está dividida en nueve municipios. Posee un área total de 11.213,844 km².

## Municipios
- Capão do Cipó
- Itacurubi
- Jari
- Júlio de Castilhos
- Pinhal Grande
- Quevedos
- Santiago
- Tupanciretã
- Unistalda

- Datos: Q2454366